# Берлек (Альшеевский район)
Берлек (баш. Берлек) — упразднённый в 1986 году посёлок Слаковского сельсовета Альшеевского района Башкирской АССР.

## История
В 1952 году — посёлок Берлек, входящий в Слаковский сельсовет.
Исключен из учетных данных Указом Президиума ВС Башкирской АССР от 12.12.1986 N 6-2/396 «Об исключении из учетных данных некоторых населенных пунктов»).

## Географическое положение
Расстояние до:
- районного центра (Раевский): 25 км,
- центра сельсовета (Слак): 5 км,
- ближайшей железнодорожной станции (Шафраново):8 км.